# Agent X9 (tidning)
Agent X9, ursprungligen X9, svensk serietidning utgiven sedan 1969. Sin nuvarande titel fick tidningen i och med nummer 6/1971. Innehållet har sedan starten bestått av äventyrsserier i svart/vitt, främst amerikanska och brittiska agent- och deckarserier från dagspressen, och, sedan 1990-talet, fransk-belgiska serier inom samma genre.
Serier som publicerats i tidningen inkluderar bland andra "Agent Corrigan" (även under ursprungstiteln "Agent X9", efter vilken tidningen fått sitt namn), "Modesty Blaise", "Fantomen", "Djungel-Jim", "Rip Kirby", "Spårhundarna", "Toppreportrarna", "Garth", "Buck Ryan", "Johnny Hazard", "Steve Canyon", "Bravo Tango", "Spirit", "Cinder & Ashe", "Hollywooddeckarna", "Rymdens Örnar" och "Johnny Comet", "XIII", "Largo Winch", "Wayne Shelton", "I.R.$", "Niklos Koda" och "James Healer". 
Ett antal originalserier har även producerats för tidningen, bland annat "Murphys lag", "Chuck Riley", "Django & Angel", "Yrkesmördaren", och "Hunter".

## Redaktörer
Tidningens redaktör var från början Janne Lundström, som var en av grundarna till Seriefrämjandet. Detta avspeglades dels i annonser för SeF, men även i artiklar och brevsidor som tog upp mycket fakta om tidningens serier. Han efterträddes i tur och ordning på redaktörsposten av Janne Brydner, Janne Eriksson och Björn Ihrstedt.

## Sidoutgivning
Förutom huvudtidningen har tidningen även avknoppats till julalbum, under titeln Agent X9 Specialalbum, och seriepocketar, utgivna inom ramen för paraplytiteln Serie-Pocket.